# Rejon Ağdam
Rejon Ağdam (azer. Ağdam rayonu, ormiań. Աղդամ – Aghdam) – rejon w zachodnim Azerbejdżanie. Większość terytorium okręgu znalazła się pod okupacją wojsk ormiańskich w wyniku I wojny o Górski Karabach na początku lat 90. W ramach porozumienia kończącego wojnę o Górski Karabach w 2020, miasto Agdam i jego okolice zostały zwrócone pod kontrolę Azerbejdżanu w dniu 20 listopada 2020.

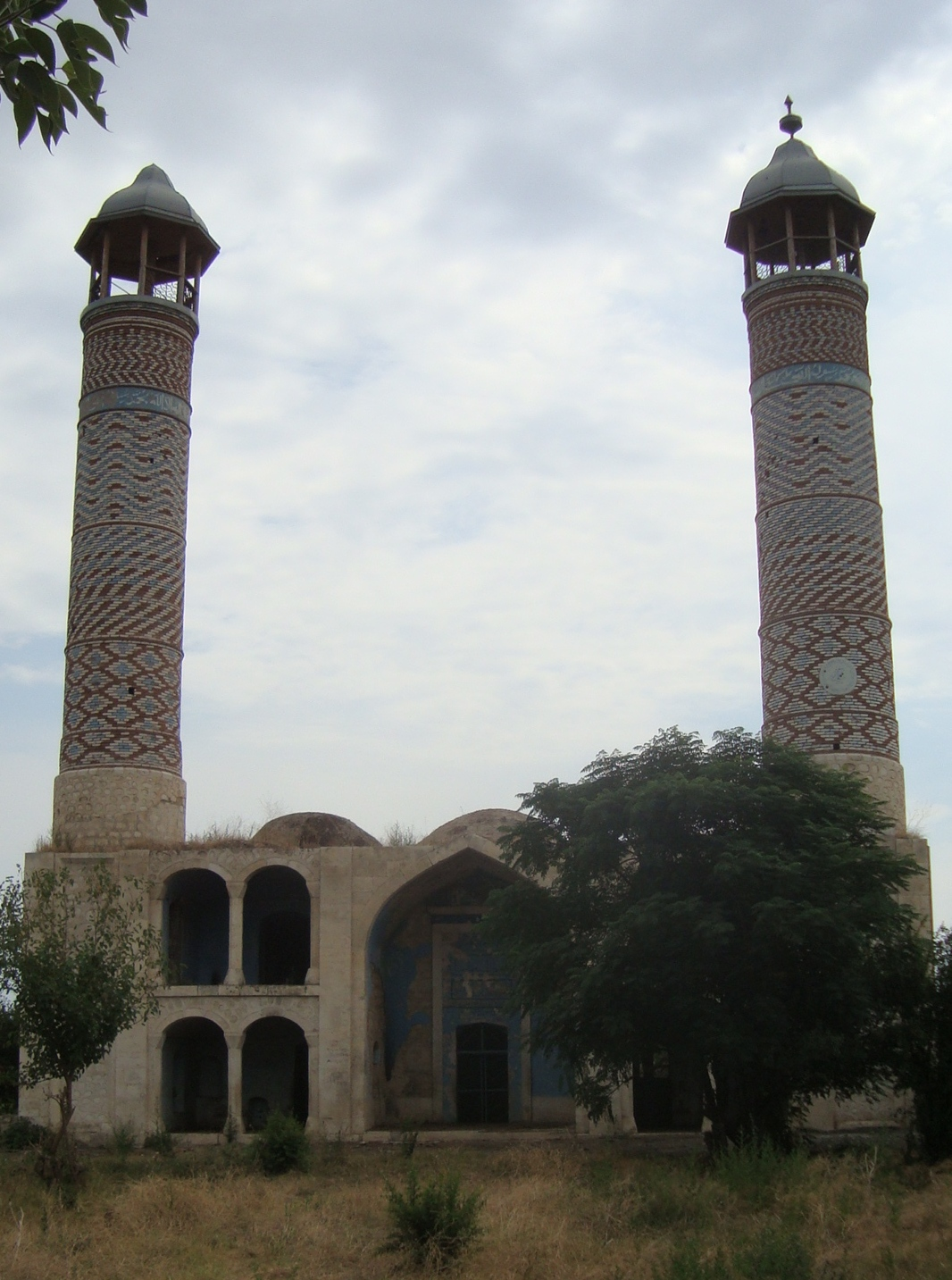
Agdam, meczet